# Copa Pan-Americana de Voleibol Masculino de 2006
A Copa Pan-Americana de Voleibol Masculino de 2006 foi a 1ª edição deste torneio organizado pela Confederação da América do Norte, Central e Caribe de Voleibol (NORCECA), realizado no período de 5 a 11 de junho, com as partidas realizadas nas cidades de Mexicali e Tijuana, no México.
A seleção dos Estados Unidos conquistou o primeiro título desta competição ao vencer na final única a seleção da República Dominicana. O ponteiro dominicano Elvis Contreras foi eleito o melhor jogador do torneio.

## Seleções participantes
| Grupo A (Mexicali)   | Grupo B (Tijuana) |
| -------------------- | ----------------- |
| Canadá               | Cuba              |
| México               | Estados Unidos    |
| República Dominicana | Panamá            |
| Trinidad e Tobago    |                   |

## Formato da disputa
O torneio foi dividido em duas fases: fase classificatória e fase final.

## Fase classificatória

### Grupo A
|     |                      |     | Jogos | Jogos | Jogos | Resultados | Resultados | Resultados | Resultados | Resultados | Resultados | Sets | Sets | Sets  | Pontos | Pontos | Pontos |
| Pos | Equipe               | Pts | T     | V     | D     | 3–0        | 3–1        | 3–2        | 2–3        | 1–3        | 0–3        | V    | P    | R     | V      | P      | R      |
| --- | -------------------- | --- | ----- | ----- | ----- | ---------- | ---------- | ---------- | ---------- | ---------- | ---------- | ---- | ---- | ----- | ------ | ------ | ------ |
| 1   | México               | 6   | 3     | 3     | 0     | 1          | 0          | 2          | 0          | 0          | 0          | 9    | 4    | 2.250 | 285    | 273    | 1.044  |
| 2   | Canadá               | 5   | 3     | 2     | 1     | 1          | 1          | 0          | 1          | 0          | 0          | 8    | 4    | 2.000 | 284    | 229    | 1.240  |
| 3   | República Dominicana | 4   | 3     | 1     | 2     | 1          | 0          | 0          | 1          | 1          | 0          | 6    | 6    | 1.000 | 260    | 263    | 0.989  |
| 4   | Trinidad e Tobago    | 3   | 3     | 0     | 3     | 0          | 0          | 0          | 0          | 0          | 3          | 0    | 9    | 0.000 | 163    | 227    | 0.718  |

Resultados
| Data  | Hora  |                      | Placar |                      | Set 1 | Set 2 | Set 3 | Set 4 | Set 5 | Total   | Relatório |
| ----- | ----- | -------------------- | ------ | -------------------- | ----- | ----- | ----- | ----- | ----- | ------- | --------- |
| 5 jun | 17:00 | Canadá               | 3–1    | República Dominicana | 23–25 | 25–19 | 25–18 | 25–18 |       | 98–80   | Resultado |
| 5 jun | 20:00 | México               | 3–0    | Trinidad e Tobago    | 26–24 | 25–20 | 25–14 |       |       | 76–58   | Resultado |
| 6 jun | 18:00 | República Dominicana | 3–0    | Trinidad e Tobago    | 26–24 | 25–16 | 25–20 |       |       | 76–60   | Resultado |
| 7 jun | 20:00 | Canadá               | 2–3    | México               | 21–25 | 21–25 | 25–19 | 25–14 | 19–21 | 111–104 | Resultado |
| 8 jun | 18:00 | Canadá               | 3–0    | Trinidad e Tobago    | 25–17 | 25–9  | 25–19 |       |       | 75–45   | Resultado |
| 8 jun | 20:00 | México               | 3–2    | República Dominicana | 23–25 | 25–21 | 17–25 | 25–21 | 15–12 | 105–104 | Resultado |

### Grupo B
|     |                |     | Jogos | Jogos | Jogos | Resultados | Resultados | Resultados | Resultados | Resultados | Resultados | Sets | Sets | Sets  | Pontos | Pontos | Pontos |
| Pos | Equipe         | Pts | T     | V     | D     | 3–0        | 3–1        | 3–2        | 2–3        | 1–3        | 0–3        | V    | P    | R     | V      | P      | R      |
| --- | -------------- | --- | ----- | ----- | ----- | ---------- | ---------- | ---------- | ---------- | ---------- | ---------- | ---- | ---- | ----- | ------ | ------ | ------ |
| 1   | Estados Unidos | 4   | 2     | 2     | 0     | 1          | 0          | 1          | 0          | 0          | 0          | 6    | 2    | 3.000 | 181    | 128    | 1.414  |
| 2   | Cuba           | 3   | 2     | 1     | 1     | 1          | 0          | 0          | 1          | 0          | 0          | 5    | 3    | 1.667 | 175    | 148    | 1.182  |
| 3   | Panamá         | 2   | 2     | 0     | 2     | 0          | 0          | 0          | 0          | 0          | 2          | 0    | 6    | 0.000 | 70     | 150    | 0.467  |

Resultados
| Data  | Hora  |                | Placar |                | Set 1 | Set 2 | Set 3 | Set 4 | Set 5 | Total  | Relatório |
| ----- | ----- | -------------- | ------ | -------------- | ----- | ----- | ----- | ----- | ----- | ------ | --------- |
| 5 jun | 20:00 | Estados Unidos | 3–0    | Panamá         | 25–11 | 25–9  | 25-08 |       |       | 75–20  | Resultado |
| 6 jun | 20:00 | Panamá         | 0–3    | Cuba           | 10–25 | 16–25 | 16–25 |       |       | 42–75  | Resultado |
| 7 jun | 20:00 | Cuba           | 2–3    | Estados Unidos | 25–20 | 18–25 | 23–25 | 25–21 | 9-15  | 100–91 | Resultado |

## Fase final

### Chaveamento
|  | Semifinais           | Semifinais     |   |        | Final                | Final |  |
|  |                      |                |   |        |                      |       |  |
|  |                      |                |   |        |                      |       |  |
|  | México               | 0              |   |        |                      |       |  |
|  | República Dominicana | 3              |   |        |                      |       |  |
|  |                      |                |   |        |                      |       |  |
|  |                      |                |   |        |                      |       |  |
|  |                      |                |   |        | República Dominicana | 1     |  |
|  |                      | Estados Unidos | 3 |        |                      |       |  |
|  |                      |                |   |        |                      |       |  |
|  |                      |                |   |        |                      |       |  |
|  |                      |                |   |        | Terceiro lugar       |       |  |
|  |                      |                |   |        |                      |       |  |
|  | Estados Unidos       | 3              |   | México | 0                    |       |  |
|  | Canadá               | 0              |   |        | Canadá               | 3     |  |

### Quartas de final
| Data  | Hora  |        | Placar |                      | Set 1 | Set 2 | Set 3 | Set 4 | Set 5 | Total | Relatório |
| ----- | ----- | ------ | ------ | -------------------- | ----- | ----- | ----- | ----- | ----- | ----- | --------- |
| 9 jun | 18:00 | Canadá | 3–0    | Panamá               | 25–14 | 25–15 | 25–19 |       |       | 75–48 | Resultado |
| 9 jun | 20:00 | Cuba   | 1–3    | República Dominicana | 23–25 | 26–28 | 25–21 | 20–25 |       | 94–99 | Resultado |

### Quinto lugar
| Data   | Hora  |        | Placar |      | Set 1 | Set 2 | Set 3 | Set 4 | Set 5 | Total | Relatório |
| ------ | ----- | ------ | ------ | ---- | ----- | ----- | ----- | ----- | ----- | ----- | --------- |
| 10 jun | 16:00 | Panamá | 0–3    | Cuba | 17–25 | 11–25 | 17–25 |       |       | 45–75 | Resultado |

### Semifinais
| Data   | Hora  |                | Placar |                      | Set 1 | Set 2 | Set 3 | Set 4 | Set 5 | Total | Relatório |
| ------ | ----- | -------------- | ------ | -------------------- | ----- | ----- | ----- | ----- | ----- | ----- | --------- |
| 10 jun | 18:00 | México         | 0–3    | República Dominicana | 24–26 | 20–25 | 23–25 |       |       | 67–76 | Resultado |
| 10 jun | 20:00 | Estados Unidos | 3–0    | Canadá               | 25–23 | 26–24 | 25–19 |       |       | 76–66 | Resultado |

### Sexto lugar
| Data   | Hora  |                   | Placar |        | Set 1 | Set 2 | Set 3 | Set 4 | Set 5 | Total | Relatório |
| ------ | ----- | ----------------- | ------ | ------ | ----- | ----- | ----- | ----- | ----- | ----- | --------- |
| 11 jun | 14:00 | Trinidad e Tobago | 3–1    | Panamá | 25–23 | 25–17 | 23–25 | 25–17 |       | 98–82 | Resultado |

### Terceiro lugar
| Data   | Hora  |        | Placar |        | Set 1 | Set 2 | Set 3 | Set 4 | Set 5 | Total | Relatório |
| ------ | ----- | ------ | ------ | ------ | ----- | ----- | ----- | ----- | ----- | ----- | --------- |
| 11 jun | 16:00 | México | 0–3    | Canadá | 22–25 | 18–25 | 22–25 |       |       | 62–75 | Resultado |

### Final
| Data   | Hora  |                      | Placar |                | Set 1 | Set 2 | Set 3 | Set 4 | Set 5 | Total | Relatório |
| ------ | ----- | -------------------- | ------ | -------------- | ----- | ----- | ----- | ----- | ----- | ----- | --------- |
| 11 jun | 20:00 | República Dominicana | 1–3    | Estados Unidos | 25–17 | 20–25 | 17–25 | 23–25 |       | 85–92 | Resultado |

## Classificação final
| Pos            | Equipe               |
| -------------- | -------------------- |
| Campeão        | Estados Unidos       |
| Vice-campeão   | República Dominicana |
| Terceiro lugar | Canadá               |
| 4              | México               |
| 5              | Cuba                 |
| 6              | Trinidad e Tobago    |
| 7              | Panamá               |

## Premiações
| Copa Pan-Americana de 2006         |
| Estados Unidos                     |
| ---------------------------------- |
| Estados Unidos Campeão (1º título) |

### Individuais
Os atletas que se destacaram individualmente foramː
| - Most Valuable Player (MVP) Elvis Contreras - Maior pontuador Elvis Contreras - Melhor ataque José Martell - Melhor bloqueador Murray Grapentine | - Melhor saque Rolando Junquin - Melhor defesa Richard Lambourne - Melhores levantador Cristian Cruz - Melhor líbero Carlos Velásquez |